# Issey Nakajima-Farran
Issey Nakajima-Farran, född 16 maj 1984, är en kanadensisk tidigare fotbollsspelare som spelar för kanadensiska CCB LFC United.
Issey Nakajima-Farran spelade 38 landskamper för det Kanadensiska landslaget. Han deltog bland annat i Concacaf Gold Cup 2007, 2009, 2011 och 2013.